# Via Salaria

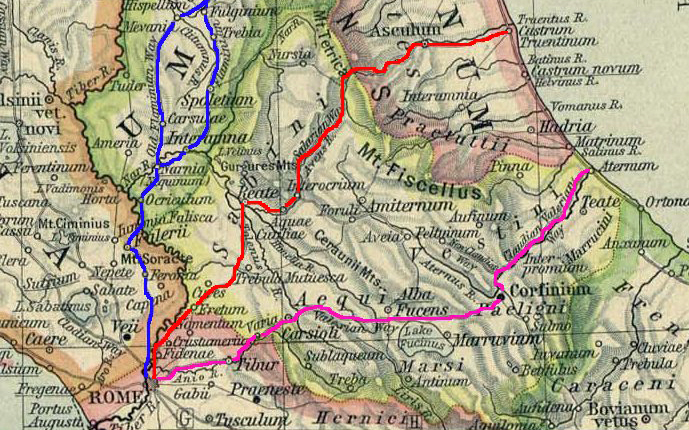
In rot: die Via Salaria

Die Via Salaria ist eine antike Salzstraße, die von der Adriaküste über den Apennin bis nach Rom führte. Heute ist sie als SS 4 in das italienische Fernstraßennetz eingebunden.

## Geschichte
In der Zeit der Etruskerherrschaft sicherte sie Rom das faktische Salzmonopol und war eine Quelle des Reichtums der Stadt. Während der Konflikte mit den Sabinern wurde sie unterbrochen, was zu schweren wirtschaftlichen Problemen in Rom führte. Die Via Salaria gehört zu den ältesten Handelswegen in Italien aus der Zeit um 400 v. Chr.
Die Via Salaria führte von Rom an die Adria bei Castrum Truentinum. In Rom passierte sie die Servianische Mauer an der Porta Collina auf dem Quirinalshügel. Die im Umfang weit größere Aurelianische Mauer, die zwischen 271 und 275 n. Chr. gegen eventuelle Angriffe von Germanen erbaut wurde, erhielt an der Stelle ihrer Querung das Stadttor Porta Salaria. Der Streckenabschnitt innerhalb der Stadt wurde Via Salaria nova genannt und ging außerhalb der Stadt in die Via Salaria vetus über.
Innerhalb des heutigen Roms führt der alte Handelsweg noch immer den Straßennamen Via Salaria, es handelt sich um eine der vielbefahrenen Ausfallstraßen Roms. Eine der wichtigsten Römerbrücken auf dem Weg war der Ponte Salario über den Aniene. Eine weitere Brücke, der Ponte di Quintodecimo, überquert den Tronto.